# Vangueria
Vangueria är ett släkte av måreväxter. Vangueria ingår i familjen måreväxter.

## Dottertaxa tillVangueria, i alfabetisk ordning[1]
- Vangueria agrestis
- Vangueria albosetulosa
- Vangueria apiculata
- Vangueria bicolor
- Vangueria bowkeri
- Vangueria burnettii
- Vangueria burttii
- Vangueria chariensis
- Vangueria cinerascens
- Vangueria cinnamomea
- Vangueria cistifolia
- Vangueria coerulea
- Vangueria cyanescens
- Vangueria discolor
- Vangueria dryadum
- Vangueria esculenta
- Vangueria ferruginea
- Vangueria fulva
- Vangueria fuscosetulosa
- Vangueria gillettii
- Vangueria glabrata
- Vangueria gossweileri
- Vangueria induta
- Vangueria infausta
- Vangueria kerstingii
- Vangueria lasiantha
- Vangueria latifolia
- Vangueria loranthifolia
- Vangueria macrocalyx
- Vangueria madagascariensis
- Vangueria micropyren
- Vangueria mollis
- Vangueria monteiroi
- Vangueria obtusifolia
- Vangueria pachyantha
- Vangueria pallidiflora
- Vangueria parvifolia
- Vangueria praecox
- Vangueria proschii
- Vangueria psammophila
- Vangueria pygmaea
- Vangueria quarrei
- Vangueria randii
- Vangueria rhodesiaca
- Vangueria rufescens
- Vangueria schliebenii
- Vangueria schumanniana
- Vangueria senegalensis
- Vangueria silvicola
- Vangueria solitariiflora
- Vangueria soutpansbergensis
- Vangueria thamnus
- Vangueria triflora
- Vangueria venosa
- Vangueria verticillata
- Vangueria vestita
- Vangueria volkensii